# Bernadene Hayes
Bernadene Hayes (15 de março de 1903 a 29 de agosto de 1987) foi uma atriz americana de cinema e televisão.

## Carreira
Antes de começar a atuar em filmes, Hayes foi uma artista de rádio na sua cidade natal, Chicago. Ela Começou atuando em Great Guy, um drama policial de 1936 estrelado por James Cagney. Posteriormente ela atuou em vários filmes, incluindo um de seus papéis mais memoráveis como a atrevida saloon girl, Faro Annie, no filme de Hopalong Cassidy, ao O Norte do Rio Grande. Outro trabalho notável de Hayes é a comédia musical Clark Gable, Este Mundo Louco em 1939. Suas aparições posteriores na tela incluíram uma como "Longshot Lillie" no Dilema de Dick Tracy, em 1947. 

## Filmografia selecionada
- The Human Side (1934) - (uncredited)
- The Winning Ticket (1935) - Counter Woman (uncredited)
- The Whole Town's Talking (1935) - Waitress (uncredited)
- Folies Bergère de Paris (1935) - Girl in Bar (uncredited)
- Love in Bloom (1935) - Young Woman in Music Store (uncredited)
- Alias Mary Dow (1935) - Party Guest (uncredited)
- She Gets Her Man (1935) - Gun Moll (uncredited)
- Broadway Melody of 1936 (1935) - Waitress (uncredited)
- The Judgement Book (1935) - Madge Williams
- Rendezvous (1935) - Bobbie Burns (uncredited)
- Trigger Tom (1935) - Dorothy Jergenson
- Absolute Quiet (1936) - Judy
- Parole! (1936) - Joyce Daniels
- Along Came Love (1936) - Sarah Jewett
- The Accusing Finger (1936) - Muriel Goodwin
- Great Guy (1936) - Hazel
- Girl Loves Boy (1937) - Sally Lace
- Sweetheart of the Navy (1937) - Mazie
- North of the Rio Grande (1937) - Faro Annie
- The Emperor's Candlesticks (1937) - Mitzi Reisenbach
- Rustlers' Valley (1937) - Party Guest (uncredited)
- Trouble at Midnight (1937) - Marion
- That's My Story (1937) - Bonnie Rand
- My Old Kentucky Home (1938) - Gail Burke
- Prison Nurse (1938) - Pepper Clancy
- You and Me (1938) - Nellie
- Idiot's Delight (1939) - Les Blondes - Edna
- King of Chinatown (1939) - Dolly Warren
- Lucky Night (1939) - 'Blondie'
- Panama Lady (1939) - Pearl
- Some Like It Hot (1939) - Miss Marble
- 6,000 Enemies (1939) - Prisoner Flo (uncredited)
- The Day the Bookies Wept (1939) - Margie, Taxi Rider
- Heroes in Blue (1939) - Daisy
- Santa Fe Marshal (1940) - Paula Tate
- Sailor's Lady (1940) - Babe (uncredited)
- Manhattan Heartbeat (1940) - Shop Girl (uncredited)
- The Gay Vagabond (1941) - Spring Rutherford
- The Deadly Game (1941) - Mona Brandt
- Sing for Your Supper (1941) - Kay Martin
- Nazi Agent (1942) - Rosie (uncredited)
- This Gun for Hire (1942) - Albert Baker's Secretary
- I Live on Danger (1942) - Jonesy
- Mr. Winkle Goes to War (1944) - Gladys (uncredited)
- Don't Gamble with Strangers (1946) - Fay Benton
- The Thirteenth Hour (1947) - Mabel Sands
- Dick Tracy's Dilemma (1947) - Longshot Lillie the Fence
- Living in a Big Way (1947) - Dolly
- The Crimson Key (1947) - Mrs. Swann
- Women in the Night (1948) - Frau Thaler
- Caught (1949) - Mrs. Rudecki (uncredited)
- Bunco Squad (1950) - Princess Liane
- Wicked Woman (1953) - Mrs. Walters